# Gula huset (målning)
Gula huset (franska: La Maison jaune) är en oljemålning av den nederländske konstnären Vincent van Gogh från 1888. Målningen är idag utställd på Van Gogh-museet i Amsterdam. 
I februari 1888 bosatte sig van Gogh i Arles i Provence, vilket var han första egna hem. Här åstadkom van Gogh en ofattbart omfattande och mångfasetterad skatt av målningar. Han hyrde fyra rum i det så kallade "Gula huset". Van Goghs avsikt var att inrätta en konstnärskoloni i Gula huset och han bjöd i oktober 1888 dit Paul Gauguin. Två månader levde de tillsammans under ständiga diskussioner. Samarbetet avbröts efter en hetsig ordväxling, efter vilken van Gogh rusade hemifrån, skar av sig en örsnibb och måste omhändertas. Gauguin återvände genast till Paris och van Gogh skrevs i maj 1889 på egen begäran in på ett mentalsjukhus i Saint-Rémy-de-Provence där han vårdades i ett år. 
Van Goghs tid i Gula huset var produktiv. Han målade flera av sina berömda solrosmålningar under denna tid, tanken var att de skulle pryda väggarna i Gula huset. Han målade även sitt eget sovrum, Sovrum i Arles, som låg på övre våningen och som på målningen har en grön fönsterlucka stängd.
Under andra världskriget, den 25 juni 1944, skadades Gula huset svårt i ett bombanfall från allierat flyg och det revs helt kort därefter.

## Relaterade målningar

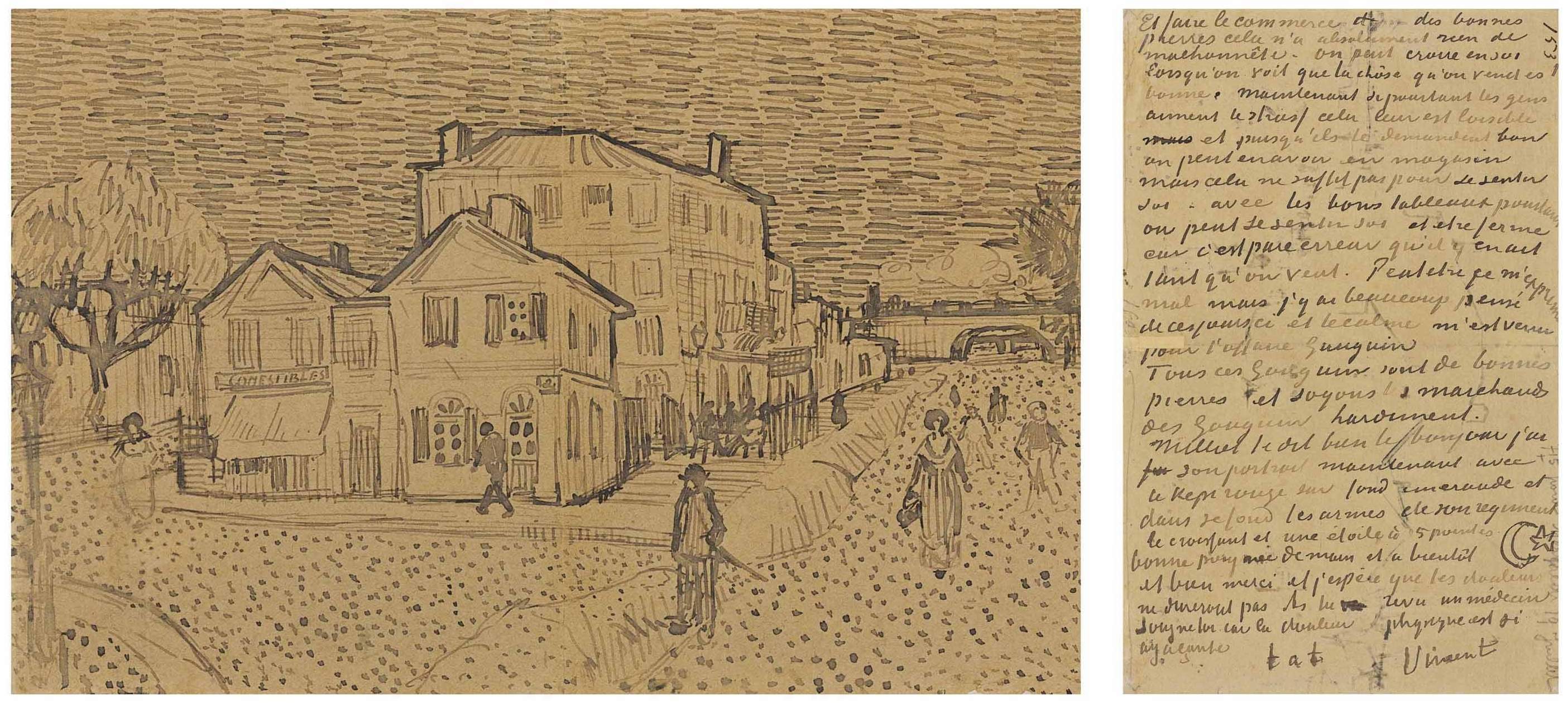
Skiss av Gula huset som van Gogh skickade till sin bror Theo.
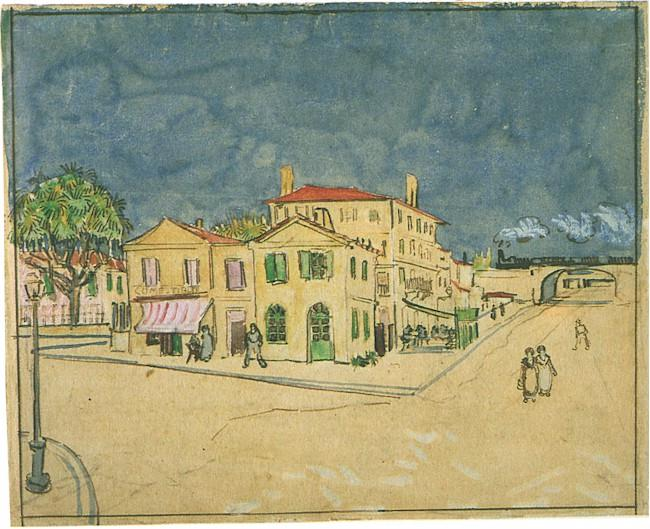
Samtida akvarell av van Gogh.
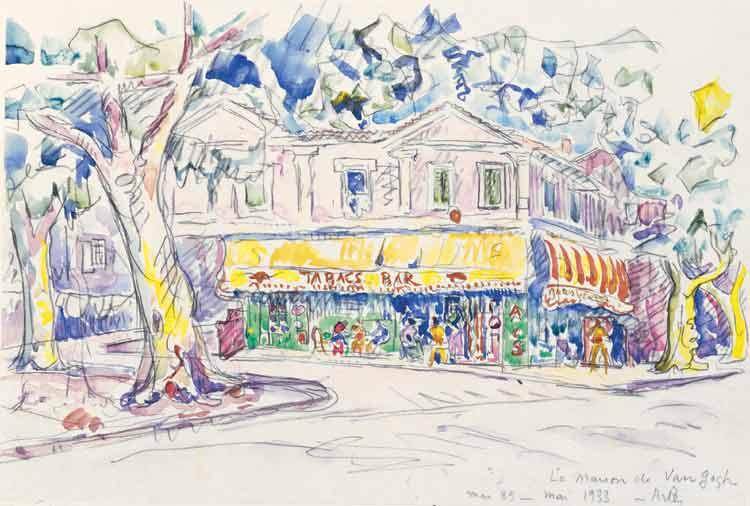
Målning av "Van Goghs hus" av Paul Signac 1933.
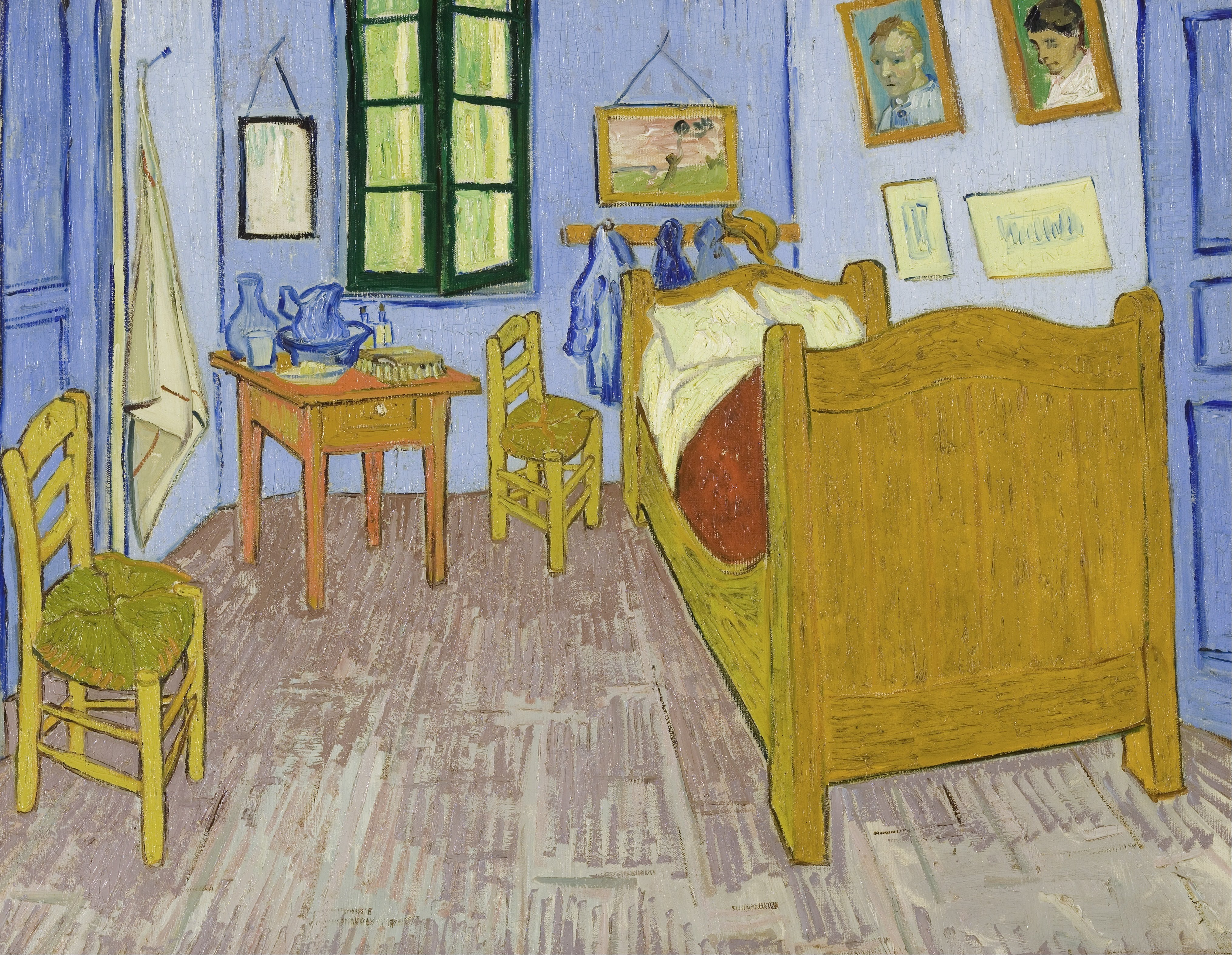
Van Goghs målning av sitt eget sovrum. Sovrum i Arles (1888)